# Buy n Large
Buy n Large conocido por sus siglas BnL, es la compañía ficticia de WALL•E, siendo él mismo un producto de Buy n Large. Disney, preparando la campaña de marketing de la película, compró el dominio buynlarge.com (Buy n Large) para promover un marketing viral centrado en la marca de BnL, con el objetivo de promocionar la película WALL•E de Pixar.

## Historia
Buy n Large es un conglomerado mundial que opera en un amplio rango de industrias. Sus inicios residen en la comercialización de yogur. Con el tiempo la compañía consigue expandirse a otro tipo de sectores a partir del año 2057, abarcando diversas industrias competentes. La denominación Buy n Large consiste en la abreviación de "and" en el apóstrofe "n", formando así las siglas BNL.
A medida que la compañía creció, se reforzó el vínculo del producto con el cliente hasta convertirlo en un ciclo eterno, donde el conglomerado opera, controla y sirve de todo y para todos. Posee muchas marcas registradas de estados, incluyendo una bandera y un presidente ejecutivo (CEO) el cual es llamado "Señor Presidente". BNL controla a nivel global los sectores de alimentación, publicidad, moda, ingeniería, robótica, tecnología, medicina, construcción, comercio minorista y mayorista, bienes de consumo, espacio, el gobierno y los medios de comunicación. 
La principal sede de BnL en los Estados Unidos está localizado en Nueva Jersey. El código postal de la sede es el 08012, el cual corresponde a Filadelfia (Camden, suburbio de Blackwood). El código postal para esta región de las Américas es, en Largefield, NJ (08657).

### Declive
Debido al incremento exponencial de consumo a partir del crecimiento de la marca así como de las acciones de los consumidores, la Tierra se ve afectada por el aumento incesable de la contaminación. BnL construyó Axiom - el primero de una serie de cruceros estelares, diseñado para albergar a un gran número de ocupantes, como un refugio temporal fuera de la Tierra, mientras que el batallón de WALL•E intentan limpiar el planeta. Originalmente el crucero fue pensado para un viaje de 5 años de duración y establecido dentro de un marco comercial, hasta que el CEO de BnL, Shelby Forthright, proclamó que la Tierra no podía seguir sustentando la vida debido a su extrema toxicidad. Los poderes ejecutivos de la Axiom y el resto de los cruceros estelares tuvieron que permanecer en el espacio debido a la orden A-113, la cual no podían saber ni los comandantes, sólo los pilotos automáticos de cada crucero estelar.

## Productos de Buy n Large
Buy n Large, partiendo de sus inicios en la fabricación de yogur, alcanza con el tiempo la venta de todo producto de consumo humano. La particularidad de los alimentos reside en que se sirven en estado líquido en un vaso. Cada vaso contiene un tipo de alimento, de forma similar a la comida espacial.

## Maquinaria automatizada deBuy n Large
Los principales productos de Robótica de Buy n Large son : 
- WALL•E: Robot hecho por la compañía, que comprime la basura abandonada en la Tierra por la compañía y la convierte en cubos.
- WALL•A: Versión de WALL•E mucho mayor, pero que trabaja a bordo del crucero estelar Axiom en vez de en la Tierra.
- EVA: Robot buscador de vida de plantas y vegetales.
- M•O: Robot limpieza.
- VAQ•M: Robot aspiradora.
- SPR-A: Robot pulverizador.
- Baterías de Buzz Lightyear: Toy Story 3 y 4
- NAN•E: Robot niñera de la Axiom.
- PR•T: Robot estilista.
- AUTO: Robot piloto automático.
- GO•4: Robot supervisor de seguridad.
- SECUR•T: Robot de seguridad.
- TYP•E: Robot registrador.
- VEND•R: Robot de bebidas
- BURN•E: Robot soldador.
- SUPPLY•R: Robot de suministros para recambios.
- SALL•E: Robot aspiradora para el hogar.
- FIX•IT: Robot de mantenimiento.
- SAUT•A: Robot de cocina.
- WEND•E: Robot de lavado y planchado de ropa para el hogar.
- GAR•E: Robot cortacésped para el hogar.
- NANC•E: Robot niñera para el hogar.
- BRL•A: Robot sombrilla.
- MVR•A: Robot transporte.
- POW•R: Robot amplificador de mantenimiento.
- MVR•A: Robot de cargamento.
- SR•V: Robot lanzador de tenis.
- FM•AD: Robot distribuidor de alimentos.
- THIRST•E: Robot dispensador de bebidas.
- Robotic Life Guard: Robot socorrista.
- VN•GO: Robot pintor. El nombre de este personaje es una referencia al pintor Vincent Van Gogh.
- L•T: Robot lámpara.
- D•FIB: Robot desfibrilador.
- HAN•S: Robot masajista.
- TA•NK: Robot depósito.
- REM•E: Robot ratón. El nombre de este personaje es una referencia a Remy, el personaje de Ratatouille.
- BUF•4: Robot amortiguador.
- CARSTIC: Robot de ingeniería.
- Trash Cart Robot: Robot de cargamento y transporte de basura.
- Docking Robot: Robot de acoplamiento para las naves estelares.
- FIL-R: Robot depósito para el repostaje de las naves estelares.
- HLM•T: Robot con función desconocida.
- 70: Robot con función desconocida.
- 83142: Robot con función desconocida.
- 077: Brazo robótico de 2 pinzas.
- 229: Brazo robótico de 1 pinza.
- 4359: Robot succionador.

## Página web de Buy n Large
La web de Buy n Large fue creada por Pixar en el año 2007, para promocionar la película WALL•E. En su momento, fue la más extensa campaña de marketing viral hecha a nivel mundial, utilizando como soporte una página web.

## Capitanes del Axioma
El Axioma tuvo 6 capitanes a través de los 700 años: 
- Reardon (2105 - 2248) [143 años]
- Fee (2248 - 2379) [131 años]
- Thompson (2380 - 2520) [140 años]
- Brace (2521 - 2645) [124 años]
- O'Brian (2646 - 2774) [128 años]
- B. McCrea (2775 - 2805) [30 años]

## Publicidad
Buy n Large posee una canción de carácter comercial llamada "BnL Jingle", escrita por Bill Bernstein y compuesta por Thomas Newman.
Letra:
"Buy n Large is your superstore
(We've got) all you need and so much more
Happiness is what we sell
(That's why) everyone loves BnL"

## Controversias
Existe un error frecuente del público que asocia la aparente obesidad de los tripulantes de la Axiom a la ingesta calórica diaria tanto en la forma de vida previa al crucero como en la posterior. En realidad en la película WALL•E de Pixar se explica que dicha apariencia se debe a los efectos de la microgravedad por la estancia prolongada en el espacio. La comida del crucero así como de la Tierra se basa en suplementos alimenticios con un sabor de enmascaramiento de cada uno de los alimentos que representa cada vaso.